# Velódromo de Saint-Quentin-en-Yvelines
El Velódromo de Saint-Quentin-en-Yvelines es un velódromo en Montigny-le-Bretonneux, Francia. Fue construido entre 2011 y 2014 y fue sede del Campeonato Mundial de Ciclismo en Pista de la UCI de 2015 y el Campeonato Europeo de Pista de la UEC de 2016. Será la sede del ciclismo en los Juegos Olímpicos de Verano de 2024.
Junto al velódromo también hay un estadio de BMX.